# Старый Крым (санаторий)
«Ста́рый Крым» — санаторий, специализирующийся на лечении заболеваний верхних дыхательных путей. Находится в городе Старый Крым.

## Справка
Одно из главных богатств старокрымского края — его лечебный климат. Он формируется благодаря соединению разных воздушных потоков — горного, степного, лесного и морского. Этот воздушный коктейль, настоянный на лечебных растениях, прогретый крымским солнцем, обладает удивительными свойствами. Здесь даже в самые жаркие дни зной переносится легко, а после захода солнца даже становится прохладно. Солнечных дней в Старом Крыму больше, чем в Сочи. Среднегодовая температура немного превышает 10 °C. Зимой эти места почти свободны от туманов, что дает возможность круглогодичного оздоровления и лечения.

## История
Уникальный климат использовался ещё во времена Крымского ханства, когда особо модными были цветочные лечебные ванны, приготовленные на местных травах и цветах.
Первые робкие попытки постоянного курортолечения были предприняты в годы Первой мировой войны, когда открылся небольшой санаторий, в котором работали один врач и две медсестры. Именно с этого времени и начинается биография санатория «Старый Крым». Отделение Крымского курортного треста было открыто в Старом Крыму в 1927 году, а базировалось оно в отремонтированных четырёх дачах и гостиницах. В 1931 году материальная база расширяется, и отделение перерастает в санаторий, где лечат больных преимущественно с открытой формой туберкулеза. Санаторий мог в то время принимать одновременно до 200 больных.
Первым главным врачом санатория был Иван Иванович Давыдов. В годы фашистской оккупации он снабжал медикаментами партизанский госпиталь, находящийся в старокрымских лесах, у себя на квартире лечил раненых партизан. Кто-то донёс на него фашистам, и доктора-героя расстреляли под собственным домом.
Разрушенный в годы войны, санаторий был восстановлен и начал работать с 27 июля 1946 года. Ведомственно в это время он был подчинён Министерству нефтяной и газовой промышленности и использовался в качестве базы отдыха. Перепрофилирование здравницы на противотуберкулезный санаторий произошло в 1950 году, естественно, с переподчинением министерству здравоохранения. Через три года был сдан в эксплуатацию санаторий «Старый Крым», красивые здания которого, построенные в стиле так называемой сталинской архитектуры, функционируют и сегодня.
Санаторий "Старый Крым" относится к лучшим санаторным комплексам. Создан по оригинальному проекту (архитекторы С. А. Маслих , М. Н. Слотинцева, Р. Г. Чуенко, О. А. Яфа, художник-лепщик А. В. Бычков. Строительство полностью окончено в 1955 году. Комплекс состоит из нескольких корпусов-павильонов (спальных, лечебного, клуба-столовой, магазинов, почты, автономной электростанции, коллекторов и помещений для персонала), которые расположены на относительно пологом склоне, что позволило авторам создать симметричную осевую композицию. В архитектуре спальных корпусов использованы широкие лоджии-балконы, ориентированные на покрытые лиственным лесом горы. В соответствии с проектом создан сосновый лес. Водоснабжение обеспечивается автономно двумя насосными станциями из Криничанского источника. Южный въезд в санаторий оформлен пропилеями в виде вазонов на двух больших постаментах. Западный въезд украшают две высокие полуротонды решённые, как и все постройки санатория, в коринфском ордере. Все постройки разработаны в стиле советского классицизма.
Единственный тогда в Крыму санаторий, построенный по оригинальному типизированному проекту, располагал даже одноместными номерами. Распределение мест строго регламентировалось — каждая союзная республика имела свою квоту. Затем началось уплотнение палат, и вскоре со 150 проектных коек возможность одновременного приёма больных выросла до 500 человек. Рекордный же приём составил 670 человек одновременно.
Послевоенные годы примечательны для санатория и всего города тем, что здесь сначала лечился, а затем и занимался научно-практической деятельностью выдающийся хирург и учёный, Н. М. Амосов. В городе жили его две тети, одна из которых, тетя Катя, работала медсестрой в санатории и которую Амосов называл мамой. После войны Николай Михайлович болел туберкулезом лёгких, но местный климат и лечение в санатории вскоре освободили его от этого недуга.
После этого, начиная с конца 40-х годов, Амосов практически каждый год на два-три месяца приезжал в санаторий, привозил из Киева своих учеников и обучал их лечить больных туберкулезом. Он организовал в санатории пульмонологическое хирургическое отделение и сам неоднократно делал операции. Оперировал он и в Старокрымской городской больнице, которой в 2003 году, первой в стране, было присвоено имя этого выдающегося учёного. В санатории чтут память этого человека: здесь установлена мемориальная доска в его честь, фотографии Амосова и другие экспонаты, рассказывающие о его жизни, размещены в музее санатория.
"В послевоенные годы санаторий возглавляли главные врачи Цитаринский, Варвуленко, Е. Н. Маслова, В. В. Зинченко, Н. Н. Пунтус В. И. Усенко, Н. С. Украинец. История этого медицинского учреждения будет неполной без упоминания династии Щербаней, представители которой многие десятилетия трудились и трудятся в санатории — только сейчас три врача с этой фамилией работают здесь. С 1971 года работает В. Д. Солотов, являющийся ныне начмедом санатория. В настоящее время санаторий восстанавливает свой потенциал и популярность. В 2006 году в нем прошли курс лечения 1733 человека, а эффективность лечения составила 91,2 %.

## Известные пациенты
- Александр Грин
- Андрей Белый
- Николай Амосов
- Мандельштам, Осип Эмильевич